# La pre
La pre es una telenovela peruana producida por Michel Gómez para la cadena Frecuencia Latina. Es una historia original del mismo productor, Gómez; escrita y adaptada por Nena Bravo.
Esta protagonizada por Deyvis Orosco y Stephie Jacobs, con las participaciones antagónicas de Milagros López Arias, Andrés Wiese, Maryloly López, Giselle Collao y Jorge Bardales. Cuenta también con las participaciones estelares de Lorena Caravedo, Marisol Aguirre, Carlos Mesta, José Luis Ruiz, Ebelin Ortiz, Sylvia Majo y los primeros actores Pilar Brescia y Carlos Cano de la Fuente.

## Argumento
Deyvis ha conocido la escasez y la necesidad desde muy pequeño, pero también ha visto a su joven padre luchar por salir adelante como cantante en un mundo donde el arte es considerado como una actividad de ocio. Deyvis observa a su padre formar su grupo musical, componer canciones y, con esfuerzo, llegar al éxito y conseguir el reconocimiento que lo convierte en uno de los representantes más queridos y admirados de la música tropical. Así, consigue el dinero suficiente para vivir sin apremios, pero la fama empieza a cobrar su precio. Las constantes giras lo distancian de su hogar hasta que un fatal accidente acaba con su vida. Deyvis recuerda constantemente aquel consejo que le dio su padre antes de fallecer: “Tienes que estudiar, hijo, debes llegar más lejos que yo. Prométemelo”. Deyvis se propone cumplir con su promesa. Con parte del dinero que aún le queda del legado de su padre se matricula en una de las más prestigiosas academias “Pre-Arte” de Lima. Ahí, Deyvis se enfrenta a una nueva realidad, a un mundo que agrupa lo más pituco de la sociedad limeña. 
Deyvis tiene que echar mano de su inteligencia, carisma y personalidad para imponerse en esta élite de privilegiados que lo ningunea y se empeña en hacerlo sentir inferior. Para colmo, se enamora de Mariana, una de las chicas más lindas y adineradas del salón, la que en un primer momento lo rechaza tajantemente pero luego cae rendida ante el talento y las virtudes de Deyvis. Esta desigual relación hiere profundamente el orgullo de Adrián, el pituco más guapo de la academia, y el de Nancy, la vecina y eterna fan enamorada de Deyvis, a quien él le prometió no involucrarse con nadie sentimentalmente hasta no terminar sus estudios y triunfar, tal como se lo había prometido a su padre. Tanto Adrián como Nancy, harán lo imposible para evitar que Deyvis y Mariana estén juntos, incluso usando artimañas y estrategias inescrupulosas que lograrán que Deyvis pierda hasta lo que le dejó su padre y tenga que comenzar nuevamente, trabajando y estudiando para ayudar a mantener a su familia. Adrián con dinero y prepotencia y Deyvis con talento y dignidad se enfrentarán por ganarse el amor de Mariana y el respeto de la sociedad.

## Elenco
- Deyvis Orosco ... Deyvis Orosco Flores
- Stephie Jacobs ... Mariana Gozzing Ferreiro[6]
- Milagros López Arias... Nancy
- Andrés Wiese ... Adrián Rey de Castro Chirinos
- Giselle Collao ... Gianella
- Lorena Caravedo ... Isabel (Chabela)
- Marisol Aguirre ... Verónica Ferreiro
- Carlos Mesta ... Rómulo
- Pilar Brescia ... Eugenia Chirinos de Rey de Castro
- Carlos Cano de la Fuente ... Alejandro Rey de Castro
- Maryloly López ... Cecilia
- José Luis Ruiz ... Amador
- Ebelin Ortiz... Lady Toro
- Sylvia Majo ... María (Marita) Flores
- Mayra Couto ... Lucía
- Junior Silva ... Johnny
- Valeria Bringas ... Jimena
- Anneliese Fiedler ... María Pía (Mapi)
- Pold Gastello ... Peter
- Patricia Vargas Corvacho ... Inés
- Christopher Gianotti ... Gustavo (Tavo)
- Úrsula Boza ... Eduarda (Laly)
- Roberto Bedoya ... Sacerdote
- Luigi Monteghirfo ... Leonardo Gozzing Ferreiro
- Sebastian Monteghirfo ... Salvador (Salvacho)
- Maricarmen Marín ... Karina
- Sergio Maggiolo ... Piero
- Mónica Domínguez ... Mónica
- Ximena Salgado ... Anita
- Jorge Bardales ... Gílmer
- Viviana Andrade ... Alborada
- Paco Caparó ... César
- Nicolás Fantinato ... Plácido
- Enrique Urrutia ... Don Felipe
- Jesús Delaveaux ... Padre de Gustavo
- Ruth Razzetto ... Madre de Gustavo
- José Dammert ... Gino
- Antonio Vigil Oyague ... Juan Diego
- Andrea Luna ... Modelo
- Daniela Camaiora ... Modelo
- Rafael Sánchez Mena ... Abogado
- José Antonio Bermeo ... Detective
- Luis Meneses ... Abogado de los padres de Gustavo
- Roberto Ruiz ... Abogado de Inés
- Fanny Rodríguez ... Presentadora del programa de chismes
- Mariano Sábato ... Presentador del concurso de canto
- Laura del Busto ... Lupita "Miembro del jurado"
- Luis García ... Comisario
- Juan Carlos Díaz ... Comisario de Mirasoles
- Pedro Olórtegui ... Alcalde de Mirasoles
- Ricardo Mejía ... Alcalde
- Paul Beretta ... Dealer
- Carlos Montalvo ... Dealer
- Patricio Villavicencio ... Barman de discoteca
- Wally Fulton ... Empleado de discoteca
- Fernando Vásquez ... Saúl
- Luis Trivelli ... Médico
- César Augusto Kaiser ... Médico
- Mercy Bustos ... Presentadora de TV
- Fernando Bakovic ... Juez
- Guido Stefancic ... Juez de paz
- Roberto Rengifo ... Policía
- Ugo Mantero ... Policía
- Aaron Picasso ...
- David Almandoz ...
- László Kovács ...

## Producción
El programa fue anunciado en diciembre de 2007. Se filmó entre enero y julio de 2008.

## Retransmisión
La telenovela se retransmitió por el mismo canal desde el 17 de enero de 2011, marcando la programación de temporada de verano, se transmitía de lunes a viernes de 3:00 a 4:00 p. m, y finalizó el 27 de julio de 2011. Desde 2020, se retransmitió por segunda vez por el mismo canal desde agosto de 2020, se transmitía después de la medianoche.

## Posible secuela
En 2023 Deyvis Orosco señaló que había comprado los derechos de la serie y que estaría interesado en producir una posible secuela.